# Ky Siriki
Ky Siriki, né en 1953 à Abidjan, est un sculpteur Burkinabè, ayant vécu et étudié les beaux-arts en Côte d'Ivoire avant de s'installer au Burkina Faso.
Il est le créateur du symposium de sculpture de Laongo au Burkina.

## Biographie

### Enfance et éducation
Siriki KY est né à Treicheville (Cote d'ivoire). Il a fait ses études à l'école des Beaux Arts d'Abidjan puis à l'Académie des arts de Puetrasanta en Italie.

### Carrière artistique
Il travaille le bronze pour permettre aux visiteurs de voir son processus créatif. Siriki utilise des techniques ancestrales telles que la cuisson des moules au feu de bois et la fonte du bronze dans une forge traditionnelle. Depuis 1985, il est présent sur la scène internationale, en Italie, en Allemagne, en Belgique, en France et au Canada mais aussi en Côte d'Ivoire, au Mali et au Sénégal, où il participe à de nombreux symposiums de sculpture. Du granit du Burkina Faso à la neige en Europe, en passant par la pierre, le bois, le fer, le bronze. Ky Siriki travaille le bronze et produit des œuvres de toutes tailles et parfois monumentales avec la technique de la cire perdue. Il interprète le monde, touchant à la fois aux points saillants révélés, cachés de l'existence : le réel et l'irréel, la tradition et la modernité, le sacré et le profane, Moi et Autrui.
En 1988, Siriki Ky a créé le symposium International de sculpture sur granit de laongo au Burkina Faso,. Il a été également l'initiateur et le commissaire des symposiums de sculpture de Ben Amira en Mauritanie et d’Afrikabidon en Ardèche en France. Il a exposé dans plusieurs musées et galeries à travers le monde et a participé à des symposiums au Canada, en France, en Asie et en Afrique.

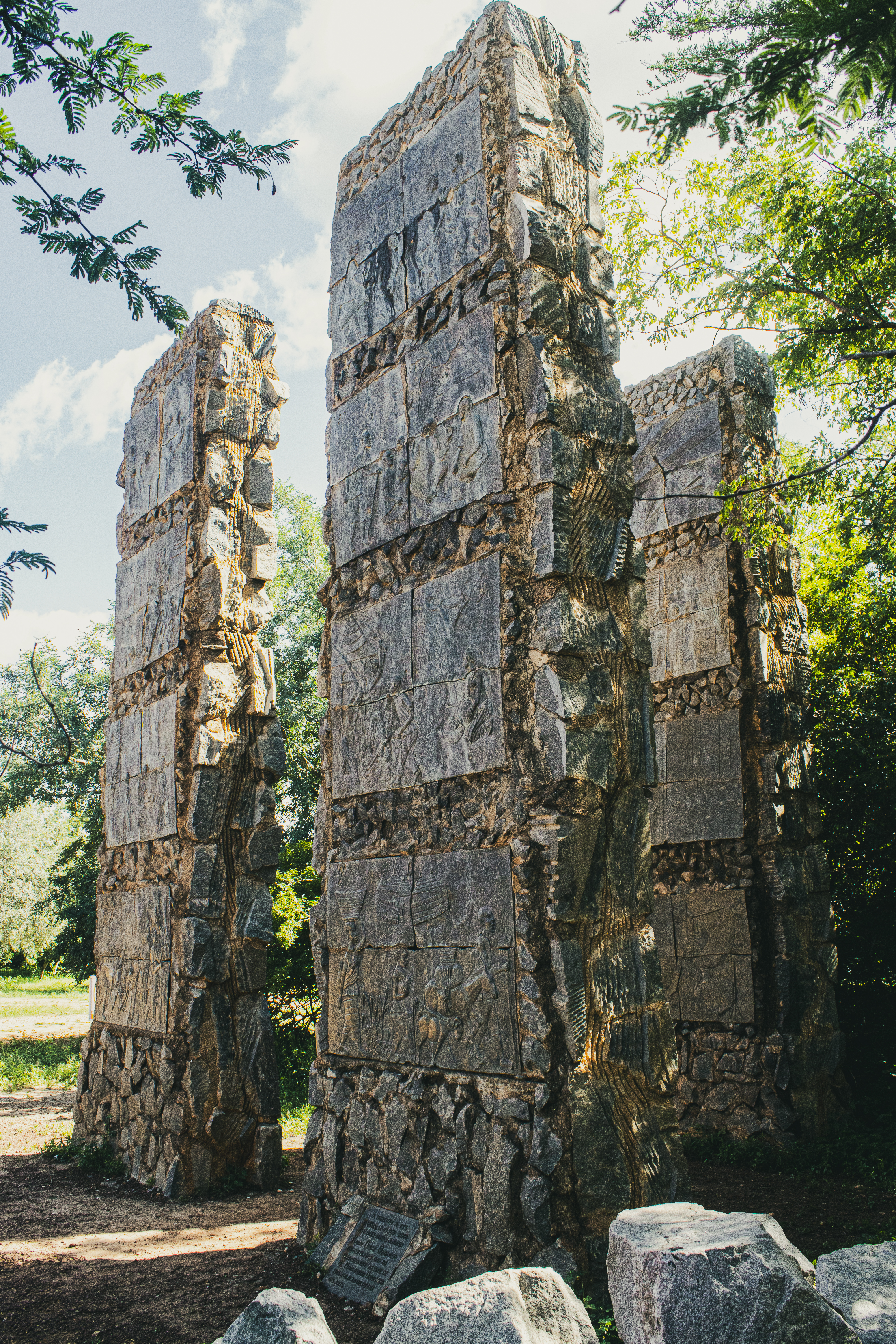
Photo des 03 piliers à 3 millénaires à l'entrée du site Loango au Burkina Faso

Les talents et expertise artistique de Siriki Ki sont sollicités pour doter au prix du FESPACO d’un design prestigieux à l’image de son talent et de la dimension de la biennale du cinéma de Ouagadougou. En plus des trophées, il est aussi le maitre d’œuvre de la statue de Oumarou Ganda (Etalon d’or de Yennenga de 1972) qui gît désormais sur l’allée des Etalons. Il en est de même du buste de Sembène Ousmane et du portrait de Cheich Oumar Sissoko.

## Expositions
- 2020: Exposition « Prête-moi ton rêve » du 11 au 19 mars à Abidjan[3].
- 2020: Exposition commune "Alternances” avec Nyaba OUEDRAOGO et Christophe SAWADOGO[6]

## Distinctions
- 1996 : Prix de la Fondation Afrique en Créations[4]
- 2018 : Chevalier de l’ordre du lion[7]au Sénégal par le président Macky Sall à l’occasion de l’inauguration du musée des civilisations noires le 7 décembre 2018.
- 2010: Chevalier puis officier de l’ordre du mérite burkinabè.